# إرنست بيناري
إرنست بيناري (بالألمانية: Ernst Benary) (و. 1819 – 1893 م) هو عالم نبات، وحدائقي، وبستاني من الإمبراطورية الألمانية . ولد في إرفورت .
توفي في إرفورت ، عن عمر يناهز 74 عاماً.